# نيك جونسون
نيك جونسون (بالإنجليزية: Nick Johnson)‏ مواليد 22 ديسمبر 1992، هو لاعب كرة سلة أمريكي يلعب مع فريق هيوستن روكتس في الرابطة الوطنية لكرة السلة ويحمل الرقم 3. يبلغ طوله 6 قدم 3 بوصة (1.9 م).

## فرق لعب لها
- هيوستن روكتس

## روابط خارجية
- نيك جونسون على موقع الدوري الأوروبي لكرة السلة (الإنجليزية)
- نيك جونسون على موقع إن بي أي (الإنجليزية)
- نيك جونسون على موقع سبورتس رفرنس (الإنجليزية)
- نيك جونسون على موقع كرة السلة الأوروبية.كوم (الإنجليزية)
- نيك جونسون على موقع DraftExpress.com (الإنجليزية)
- نيك جونسون على موقع إي إس بي إن.كوم (الإنجليزية)
- نيك جونسون على موقع كلية كرة السلة في سبورتس رفرنس.كوم (الإنجليزية)
- نيك جونسون على موقع ريلجم (الإنجليزية)
- نيك جونسون على موقع بروبوليرز (الإنجليزية)
- نيك جونسون على موقع سبورتس رفرنس (الإنجليزية)